# Stegola
La stegola è l'impugnatura che consente di manovrare l'aratro permettendo di direzionare i solchi.
Con l'avvento della meccanizzazione anche nelle macchine di più ridotta dimensione che sono comunque manovrate dall'operatore che procede a piedi quali il motocoltivatore, la sarchiatrice, il tagliaerba, la seminatrice e la motozappa, le appendici che permettono la guida prendono il nome di stegole.